# Дом торговли (Киев)
Дом торговли (укр. Будинок торгівлі) — небоскреб на Львовской площади в Киеве. Проект был разработан Валентином Ежовым. Строительство велось в 1968—1981 годах. Высота 25-этажного здания составляет 93,7 метра, с учетом метеорологического устройства — 97,5 метра. В свое время это был самый высокий небоскреб в Киеве, а в масштабах Украины он занимал второе место после «Днепропетровских свечей» (высотных домов, в обиходе называемых «Свечками», в жилмассиве Победа Днепропетровска: первый, построенный в 1979 г. — высотой около 95 м, второй, возведенный в 1983-м, — около 101 м).
На месте небоскреба до 1968 года находились дома 1850-х годов постройки, которые до Октябрьской революции принадлежали семье Осадчих. Они были снесены при подготовке к строительству. В 1968 году состоялась официальная закладка фундамента здания «Республиканского дома торговли», а в 1981 году состоялось открытие. Оборудование (мебель) для здания разработала архитектор Ирма Каракис.
В 1999—2002 годах были разработаны проекты реконструкции: Центра внутренних связей, 5-го этажа для размещения Государственной налоговой службы Украины и реставрации фасада здания. Руководителями реконструкции были Валентин Ежов и И. Осипенко.